# Football Club Iskra-Stal Rîbnița
Football Club Iskra-Stal Rîbnița è stata una società calcistica moldava di Rîbnița. 
Fondata nel 2005, nella stagione 2010-2011 ha vinto la Coppa di Moldavia.

## Storia
Il club è stato fondato nel 2005 con la fusione del Stal, squadra aziendale dell'impianto metallurgico di Rîbnița, con il Iskra, squadra cittadina. Nella stagione 2005-2006 viene ammessa in Divizia A e conclude il campionato al secondo posto, ottenendo così la promozione nella massima serie. Il primo risultato di rilievo lo raggiunge al termine del 2008-09 quando, terminando al terzo posto, conquista il diritto a partecipare alla Europa League. L'anno successivo termina al secondo posto, 19 punti dietro lo Sheriff Tiraspol, mentre nella stagione 2010-2011 vince la coppa di Moldavia, primo trofeo vinto dal club.
Nella stagione 2012-2013 arrivò al nono posto in campionato, ma venne estromessa per decisione della federazione per motivi finanziari.

## FC Iskra-Stal Rîbnița nelle Coppe europee
| Stagione | Torneo             | Turno          | Nazione             | Club                 | Andata | Ritorno | Totale |
| -------- | ------------------ | -------------- | ------------------- | -------------------- | ------ | ------- | ------ |
| 2009-10  | UEFA Europa League | 2° preliminare | Bulgaria (bandiera) | PFC Černo More Varna | 0-1    | 0-3     | 0-4    |

## Palmarès

### Competizioni nazionali
- Coppa di Moldavia: 1

2010-2011

### Altri piazzamenti
- Campionato moldavo:

Secondo posto: 2009-2010
Terzo posto: 2008-2009
- Coppa di Moldavia:

Semifinalista: 2009-2010
- Supercoppa di Moldavia:

Finalista: 2011

## Rosa 2012-2013
| N. |                     | Ruolo | Calciatore         |
| -- | ------------------- | ----- | ------------------ |
| 1  | Moldavia (bandiera) | P     | Anatoli Cebotari   |
| 2  | Moldavia (bandiera) | D     | Andrei Bașlai      |
| 3  | Moldavia (bandiera) | C     | Petru Hvorosteanov |
| 4  | Moldavia (bandiera) | C     | Vadim Cemîrtan     |
| 5  | Moldavia (bandiera) | D     | Andrei Novicov     |
| 6  | Guinea (bandiera)   | C     | Thomas Kourouma    |
| 7  | Moldavia (bandiera) | C     | Sergiu Zacon       |
| 8  | Moldavia (bandiera) | C     | Andrei Porfireanu  |
| 9  | Moldavia (bandiera) | C     | Alexandru Bezimov  |
| 10 | Moldavia (bandiera) | A     | Petru Leucă        |
| 11 | Ucraina (bandiera)  | C     | Yevhen Vishnyakov  |
| 13 | Moldavia (bandiera) | C     | Eduard Tomașcov    |

| N. |                     | Ruolo | Calciatore           |
| -- | ------------------- | ----- | -------------------- |
| 14 | Ucraina (bandiera)  | C     | Denys Ponomar        |
| 15 | Ucraina (bandiera)  | C     | Volodymyr Kilikevich |
| 16 | Georgia (bandiera)  | D     | Sandro Shugladze     |
| 17 | Ucraina (bandiera)  | D     | Vadym Leshchuk       |
| 18 | Moldavia (bandiera) | C     | Dmitri Bacinschi     |
| 19 | Moldavia (bandiera) | A     | Constantin Iavorschi |
| 21 | Ucraina (bandiera)  | C     | Rodion Naginaylov    |
| 22 | Moldavia (bandiera) | P     | Serghei Juric        |
| 23 | Moldavia (bandiera) | A     | Maxim Antoniuc       |
| 24 | Ucraina (bandiera)  | D     | Viktor Uzbek         |
| 25 | Moldavia (bandiera) | C     | Victor Truhanov      |